# Kevin Keegan
Kevin Keegan OBE és un exfutbolista i entrenador de futbol anglès, anomenat el "super ratolí". Va néixer el 14 de febrer de 1951 a Armthorpe (South Yorkshire, Anglaterra). Va jugar de davanter tant de centre-atacant com d'extrem dret. Va rebre en dues ocasions la Pilota d'Or com a millor jugador europeu els anys 1978 i 1979. El 1982 li fou concedida l'Ordre de l'Imperi Britànic.
Kevin Keegan, per la premsa especialitzada va ser al costat de Rummenigge, dels jugadors més importants europeus entre els regnats de Cruyff (1972-1978) i Platini (1980-1985). De baixa estatura (mesurava 1,62 m.), no tenia res a veure amb l'estereotip del futbolista anglès, fornit, veloç i incansable. Al contrari, la seva concepció temperamental del futbol, basada en regats maliciosos i una tècnica depurada, recordava més a l'espurna del futbol llatí que al malbaratament consubstancial dels jugadors de les Illes.

## Trajectòria

### Com a jugador
Fitxat en la categoria juvenil pel Scunthorpe United el 1967, va esdevenir professional un any després i va ser transferit l'any 1971 al Liverpool, en el qual va romandre durant sis temporades i va jugar 230 partits de Lliga. Encara que la seva demarcació habitual era la d'extrem dret, també va jugar com a davanter centre. El seu espectacular palmarès amb el Liverpool inclou una Copa d'Europa el 1977, dues Copa de la UEFA (1973 i 1976), tres títols de la Premier League anglesa el 1973, 1976 i 1977) i una Copa d'Anglaterra el 1974. El 1977 va ser fitxat per l'Hamburg SV, amb el qual va guanyar la Bundesliga alemanya el 1979. Un any després va tornar a Anglaterra per militar a les files del Southampton i el 1982 va fitxar pel Newcastle United, club al que va ajudar a pujar de categoria i en el qual va posar fi a la seva trajectòria com a jugador l'any 1984.

### Internacional
Amb la selecció nacional absoluta d'Anglaterra va debutar el 1972 i va jugar el seu últim partit el 1982. Va disputar amb aquesta 63 partits internacionals, actuant com a capità en 29 d'ells i marcant 21 gols.

### Com a entrenador
Després d'un recés temporal a Espanya, va tornar a Anglaterra per entrenar al Newcastle United el 1992 i, en la seva segona temporada, va ascendir a la divisió d'honor del futbol del seu país. Tanmateix, i malgrat estar a punt d'aconseguir el títol de Lliga el 1996, va dimitir de forma inesperada el gener de 1997. El 1998 va passar a ocupar la banqueta del Fulham FC que, en el transcurs d'aquell any, va passar a simultaniejar amb el de la selecció nacional d'Anglaterra. El 2000 va dirigir al seleccionat anglès a l'Eurocopa disputada a Bèlgica i els Països Baixos, però el 7 d'octubre d'aquell mateix any va dimitir després de perdre Anglaterra davant Alemanya a la fase de classificació per a la Copa Mundial de Futbol 2002 (el qual va ser el darrer partit oficial jugat al mític estadi londinenc de Wembley). Després de quatre anys (2001-2005) com a mànager del Manchester City FC, el gener del 2008 va iniciar una segona etapa com a entrenador del Newcastle United.
El 1998 fou escollit per la Football League a la llista de les 100 llegendes del futbol anglès.

## Clubs
| Club              | Temporades | Partits | Gols | Mitjanes |
| ----------------- | ---------- | ------- | ---- | -------- |
| Scunthorpe United | 1968-1971  | 114     | 19   | 0.15     |
| Liverpool         | 1971-1977  | 230     | 68   | 0.30     |
| Hamburg SV        | 1977-1980  | 90      | 32   | 0.36     |
| Southampton       | 1980-1982  | 68      | 37   | 0.54     |
| Newcastle United  | 1982-1984  | 78      | 48   | 0.61     |
| TOTAL             | 1968-1984  | 580     | 204  | 0.35     |

## Palmarès

### Campionats nacionals
| Títol          | Club       | País       | Any  |
| -------------- | ---------- | ---------- | ---- |
| Premier League | Liverpool  | Anglaterra | 1973 |
| Copa FA        | Liverpool  | Anglaterra | 1973 |
| Premier League | Liverpool  | Anglaterra | 1976 |
| Premier League | Liverpool  | Anglaterra | 1977 |
| Bundesliga     | Hamburg SV | Alemanya   | 1979 |

### Campionats internacionals
| Títol                        | Club      | País       | Any  |
| ---------------------------- | --------- | ---------- | ---- |
| Copa de la UEFA              | Liverpool | Anglaterra | 1973 |
| Copa de la UEFA              | Liverpool | Anglaterra | 1976 |
| Lliga de Campions de la UEFA | Liverpool | Anglaterra | 1977 |